# Tore Torbiörnsson
Tore Torbiörnsson, född 14 januari 1864 i Öxnevalla socken, död 25 november 1948 i Uppsala, var en svensk språkforskare, universitetslärare och skolman.
Tore Torbiörnsson var son till häradsskrivaren Teodor Torbiörnsson och Johanna Erika Vilhelmina Torbiörnsson. Efter mogenhetsexamen i Göteborg 1885 studerade han vid Uppsala universitet och blev filosofie kandidat 1889, filosofie licentiat 1896 och filosofie doktor 1902. 1901–1932 var han docent där i slaviska språk och tjänstgjorde 1916–1921 som tillförordnad professor. 1931 erhöll han professors namn. 1905–1929 var Tobiörnsson adjunkt i tyska, modersmålet och matematik vid Uppsala högre allmänna läroverk. Efter sin pensionering bodde han kvar i Uppsala. Som forskare blev Torbiörnsson känd främst genom sina skarpsinniga undersökningar inom den slaviska filologin. Han intresserade sig särskilt för den slaviska likvidametatesen. Resultaten lade han fram dels i en uppsats om Likvidametates i de slaviska språken (Uppsala universitets årsskrift 1894), dels i doktorsavhandlingen Die gemeinslavische Liquidametathese I (Uppsala universitets årsskrift 1902), följd av en andra del Uppsala universitets årsskrift 1904. Torbiörnsson lämnade även betydelsefulla bidrag till kännedomen om de baltiska språken, bland annat i en uppsats om De litauiska akcentförskjutningarna och den litauiska verbalakcenten (Uppsala universitets årsskrift 1924) samt i Litauiska akcentfrågor (Uppsala universitets årsskrift 1936). Torbiörnsson företog ett stort antal studieresor utomlands. Han var bland annat ledamot av vetenskapsakademins i Kraków språkliga kommission och Västslaviska institutet vid universitetet i Posen samt korresponderande ledamot av Slaviska institutet i Prag och vetenskapsakademien i Kraków.